# Chowdibegur, Magadi
Chowdibegur là một làng thuộc tehsil Magadi, huyện Ramanagara, bang Karnataka, Ấn Độ.